# Jim Playfair
Jim Playfair (* 22. Mai 1964 in Fort St. James, British Columbia) ist ein ehemaliger kanadischer Eishockeyspieler und jetziger -trainer. Von 2011 bis 2017 war er als Assistenztrainer bei den Phoenix/Arizona Coyotes in der National Hockey League tätig. In gleicher Funktion war er ab der Saison 2019/20 für die Edmonton Oilers tätig. Sein älterer Bruder Larry war ebenfalls ein professioneller Eishockeyspieler.

## Karriere
Jim Playfair begann seine Karriere als Eishockeyspieler in der kanadischen Juniorenliga Western Hockey League, in der er von 1981 bis 1984 für die Portland Winter Hawks und Calgary Wranglers aktiv war. In diesem Zeitraum wurde er im NHL Entry Draft 1982 in der ersten Runde als insgesamt 20. Spieler von den Edmonton Oilers ausgewählt. Für diese gab der Verteidiger gegen Ende der Saison 1983/84 sein Debüt in der National Hockey League, wobei er in zwei Spielen ein Tor erzielte und eines vorbereitete. Durchsetzen konnte sich der Linksschütze im Team aus Alberta allerdings nicht, weshalb er in den folgenden drei Spielzeiten ausschließlich für deren Farmteam, die Nova Scotia Oilers aus der American Hockey League, zum Einsatz kam. Am 31. Juli 1987 unterschrieb Playfair einen Vertrag als Free Agent bei den Chicago Blackhawks, für die er in den folgenden beiden Spielzeiten weitere 19 Spiele in der NHL bestritt, in denen er ein Tor erzielte und drei Vorlagen gab. Hauptsächlich lief er jedoch in der International Hockey League für deren Farmteam Saginaw Hawks auf. Von 1989 bis 1992 stand der Kanadier bei Indianapolis Ice unter Vertrag, mit dem er in der Saison 1989/90 den Turner Cup gewann.
Im Anschluss an seine Spielerkarriere übernahm Playfair das Amt als Cheftrainer bei den Dayton Bombers aus der East Coast Hockey League, die er von 1993 bis 1996 betreute. Es folgten zwei Spielzeiten als Assistenztrainer bei den Michigan K-Wings aus der IHL, ehe er von 2000 bis 2003 Cheftrainer bei den Saint John Flames aus der AHL war. Mit dem Farmteam der Calgary Flames aus der NHL gewann er in der Saison 2000/01 den Calder Cup. Im Laufe der Saison 2002/03 stieg er zum Assistenztrainer der Calgary Flames auf, nachdem deren Cheftrainer Al MacNeil entlassen worden war. Während der Saison 2006/07 war Playfair selbst für das NHL-Team der Flames verantwortlich, musste nach dem Erstrundenaus in den Stanley-Cup-Playoffs allerdings Mike Keenan weichen. Dennoch blieb er für Calgary weitere zwei Jahre im erweiterten Trainerstab tätig, ehe er zur Saison 2009/10 das Amt als Cheftrainer bei Calgarys neugegründetem AHL-Farmteam Abbotsford Heat erhielt. Besonders fiel Playfair bei der 0:4-Niederlage seines Teams gegen die Hamilton Bulldogs am 27. März 2010 auf, als er nach dem Ausschluss von J. D. Watt überreagierte, den Schiedsrichter beschimpfte, zudem zwei Eishockeyschläger seines Teams an der Bande zerschlug und auch noch sein Jackett vom Körper riss. Anfang April 2011 berichteten die Medien vom Auslaufen Playfairs Vertrages bei Abbotsford Heat zum Saisonende. Im Juni 2011 wurde er von den Phoenix Coyotes als Assistenztrainer verpflichtet.
In Arizona war Playfair sechs Jahre tätig, bevor er das Team im Juni 2017 gemeinsam mit Cheftrainer Dave Tippett verließ. In gleicher Position wurde er zur Saison 2019/20 von den Edmonton Oilers eingestellt. Im Februar 2022 wurde er jedoch gemeinsam mit Dave Tippett in Edmonton entlassen.

## Erfolge und Auszeichnungen
- 1990 Turner-Cup-Gewinn mit Indianapolis Ice
- 1995 ECHL Coach of the Year (als Trainer)
- 2001 Calder-Cup-Gewinn mit den Saint John Flames (als Trainer)

## Karrierestatistik
(Legende zur Spielerstatistik: Sp oder GP = absolvierte Spiele; T oder G = erzielte Tore; V oder A = erzielte Assists; Pkt oder Pts = erzielte Scorerpunkte; SM oder PIM = erhaltene Strafminuten; +/− = Plus/Minus-Bilanz; PP = erzielte Überzahltore; SH = erzielte Unterzahltore; GW = erzielte Siegtore; 1 Play-downs/Relegation; Kursiv: Statistik nicht vollständig)